# 卡里普斯
卡里普斯，约活动于公元前4世纪后期。库基库斯的天文学家，曾与亚里士多德一道在雅典从事研究。他提出了一年365又四分之一天说，通过引入其他球体，他进一步发展了克尼杜斯的埃乌多克苏斯关于太阳、星宿和月亮运动的理论。

## 扩展阅读
- Kieffer, John S. "Callippus." Dictionary of Scientific Biography 3:21-22.